# Safi Faye
Pour les articles homonymes, voir Faye.
Safi Faye, née le 22 novembre 1943 à Dakar et morte à Paris le 22 février 2023,, est une réalisatrice, anthropologue, ethnologue et féministe sénégalaise. Elle est la première femme cinéaste d'Afrique subsaharienne.

## Biographie

### Formation et parcours académique
Elle obtient un diplôme d'enseignante à l'école normale de Rufisque. Elle enseigne à Dakar quand elle rencontre en 1966 le réalisateur Jean Rouch, qui lui donne un rôle dans Petit à Petit (1969). Elle y joue avec humour, le rôle d'une courtisane sénégalaise, Safi, qui fait « boutique mon cul », selon l'expression africaine. Elle part ensuite pour Paris, où elle commence des études d'ethnologie à l'EHESS. Elle réalise son premier court-métrage en 1972 : La Passante, suivi d'un documentaire sur les difficultés économiques au Sénégal, Kaddu Beykat (Lettre paysanne). Elle étudie le cinéma à l'École Louis-Lumière de 1972 à 1974. En 1976, elle soutient à l'EPHE un mémoire sur la religion des Sérères, dont elle fait partie.

### Parcours professionnel
Elle travaille pour la télévision entre 1979 et 1982. Après plusieurs documentaires sur le travail et la condition des femmes (Selbé, Tesito), elle réalise  en 1996 son premier long-métrage de fiction, Mossane, histoire d'une adolescente qui refuse le mariage arrangé par ses parents. Le Festival international de films de femmes de Créteil lui consacre une rétrospective en 1998.
En 2023, le Festival des 3 continents lui consacre une rétrospective. Certains de ses films sont perdus et invisibles.
Célèbre pour ses documentaires, Safi Faye est aussi une des premières réalisatrices noires africaines, avec Thérèse Sita-Bella. Elles ont ouvert la voie à d'autres comme Rose Elise Mengue-bekale (Gabon), Aminata Ouédraogo (Burkina Faso), ou Léonie Yangba Zowe(Centrafrique),.
Vie privée
Avec pour père un homme d’affaires polygame et chef du village, Safi Faye avait une fratrie de treize demi-frères et treize demi-sœurs. Elle vivait à Paris, et a eu en 1976 avec Jean Monod une fille, Zeiba.

## Filmographie
- 1972 : La passante, son premier court-métrage
- 1975 : Kaddu Beykat (Lettre paysanne), son premier long-métrage documentaire
- 1979 : Fad'jal (Grand-père, raconte nous)
- 1979 : Goob Na Nu (La récolte est finie)
- 1980 : Man Sa Yay (Moi, ta mère)
- 1981 : Les âmes au soleil
- 1982 : Selbé et tant d’autres
- 1984 : Ambassades nourricières
- 1985 : Elsie Haas, femme peintre, cinéaste d’Haïti
- 1989 : Tesito
- 1996 : Mossane, son premier long-métrage de fiction